# RDW
RDW (Red Cell Distribution Width) é um índice que indica a anisocitose (variação de tamanho) de hemácias representando a percentagem de variação dos volumes obtidos.
É obrigatória a sua mensuração para o estabelecimento do diagnóstico de Policitemia vera

## Valores de Referência
25,5%
11.5 - 14.6 %15,5%